# Мелені (зупинний пункт)
Мелені — пасажирська зупинна платформа Коростенського напрямку Коростенської дирекції залізничних перевезень Південно-Західної залізниці. Розташована біля села Майданівка. 
Платформа розміщується між станцією Чоповичі (відстань - 5 км) та зупинною платформою Балярка (відстань - 2 км). Відстань від станції Київ-Пасажирський — 137 км.
Лінія, на якій розташовано платформа, відкрита 1902 року як складова залізниці Київ — Ковель. 
Зупинний пункт Мелені виник 1954 року. Електрифіковано лінію, на якій розташована станція, 1983 року.